# Walerian (Walery) Twardzicki
Walerian (Walery) Twardzicki (ur. 1838, zm. 20 sierpnia 1902 w Warszawie) – polski fotograf, portrecista, uważany za jednego z najzdolniejszych fotografów warszawskich, współpracował m.in. z „Tygodnikiem Ilustrowanym” i „Wędrowcem”. Twórca unikatowej serii portretów typów charakterystycznych Warszawy.

## Działalność

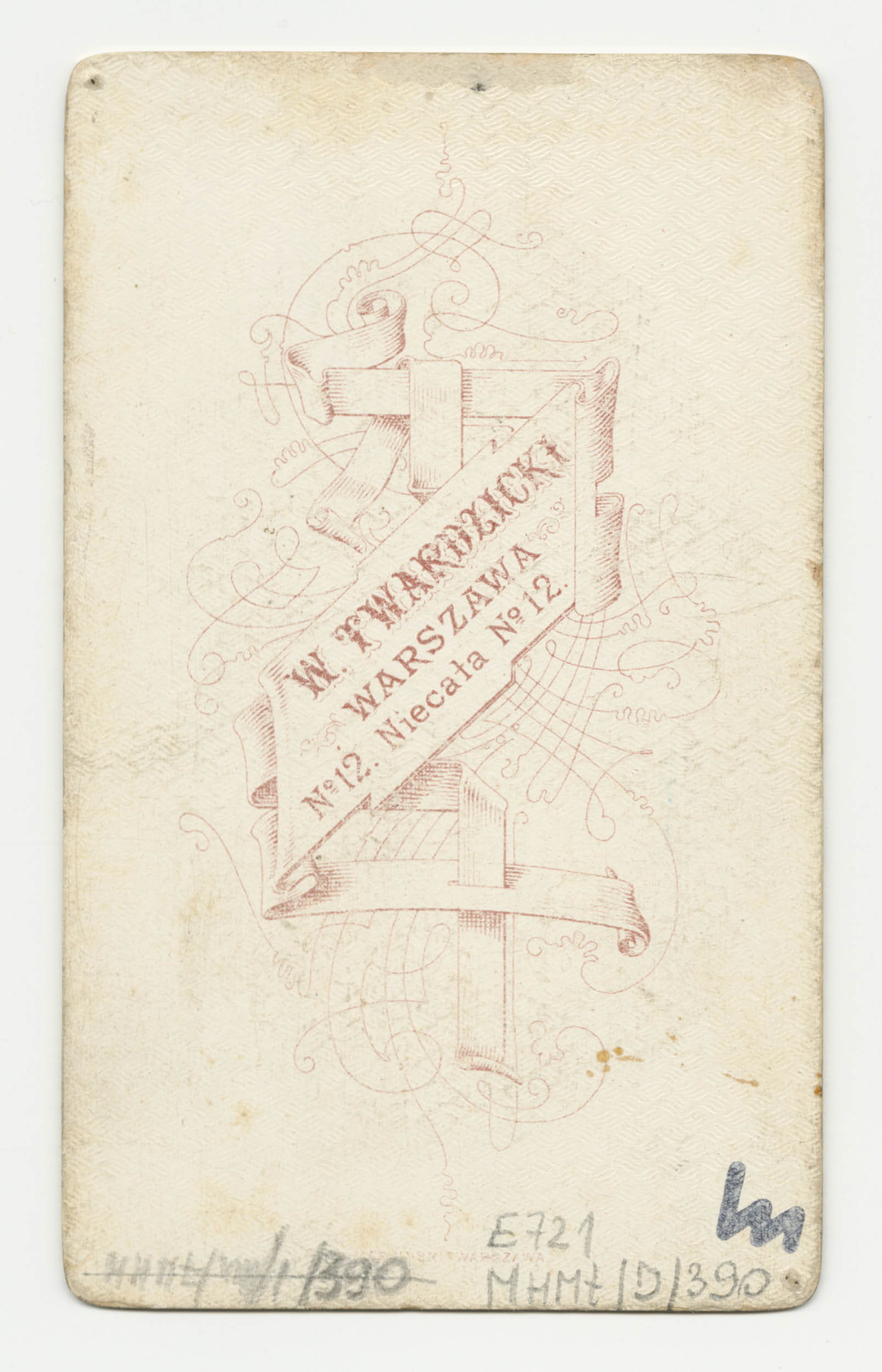
Rewers fotografii z winietą zakładu Waleriana Twardzickiego przy ulicy Niecałej 12

W latach 1866–1871 prowadził zakład fotograficzny w Hotelu Europa w Lublinie wspólnie z Ksawerym Grochowskim.
W 1866 roku otworzył również własny zakład fotograficzny w Warszawie przy ulicy Żabiej 4 (w skrzydle pałacu Błękitnego) i prowadził go do 1873 roku (sprzedał atelier innemu fotografowi Bronisławowi Marionowi). W 1874 roku otworzył kolejny zakład fotograficzny przy ulicy Niecałej 12, a w 1900 roku przeniósł się do nowego lokalu w kamienicy przy ulicy Nowy Świat 46, który po śmierci fotografa do 1907 roku prowadziła córka Aniela.